# ويليام الفونسوس سكوت
ويليام الفونسوس سكوت (بالإنجليزية: William Alphonsus Scott)‏ هو مهندس معماري أيرلندي، ولد في 1871 في دبلن في جمهورية أيرلندا، وتوفي في 1921.